# Eendracht Aalst Ladies
Eendracht Aalst was een Belgische voetbalclub uit Aalst, die ook damesploegen onder zich had. De club is aangesloten bij de KBVB met stamnummer 90 en heeft wit en zwart als kleuren. De damestak van SC Eendracht Aalst werd vijf keer landskampioen en won twee keer de Beker van België. De damesploeg werd opgedoekt na het seizoen 2023-24.

## Geschiedenis

### Start als de Kamillekes
In oktober 1969 werd de ploeg opgericht door Prins Carnaval Kamiel Sergant, die bij zijn optredens in binnen- en buitenland werd vergezeld door dansgroep "de Kamillekes". In de schoot van die groep ontstond voetbalploeg De Kamillekes. In die tijd organiseerde de Belgische Voetbalbond nog geen vrouwenvoetbal, en De Kamillekes startte in 1970 in een liefhebberscompetitie. Vanaf 1971 organiseerde de KBVB officiële competities in het damesvoetbal en vanaf 1976 werden ook zelfstandige damesclub toegelaten. In 1977 sloot Kamillekes Aalst zich aan bij de Belgische Voetbalbond en kreeg er stamnummer 8511 toegekend. De ploeg ging van start in de Oost-Vlaamse provinciale reeksen.
In 1981 promoveerde ploeg naar de nationale reeksen, naar de dat jaar ingevoerde Tweede Klasse. Aalst was er meteen bij de beteren en na een tweede plaats in 1983 stootte de club dat jaar door naar Eerste Klasse. Aalst was een van de eerste damesclubs die startte met een jeugdelftal en in 1984 startte Aalst ook met een tweede ploeg in de provinciale reeksen. Kamillekes bleef twee seizoenen op het hoogste niveau, maar na een laatste plaats in 1985 zakte Kamillekes echter weer naar Tweede Klasse. De ploeg zou de volgende jaren een paar keer op en neer gaan: in 1987 slaagde Aalst er opnieuw in te promoveren naar Eerste Klasse, maar na een seizoen volgde weer de degradatie. Nog een jaar later werd men kampioen in Tweede Klasse, en zo promoveerde de club in 1989 nogmaals naar de hoogste afdeling. Ditmaal kon Aalst zich wel handhaven en verbleef een tijd in de middenmoot.

### Overname door Eendracht Aalst en dominantie
In 1994 besloot stichter Sergant omwille van zijn drukke bezigheden zijn voetbalactiviteiten te stoppen. Een nieuwe vzw werd opgericht en die nam in 1994/95 de ploeg over, maar al in 1995 ging de club op in KSC Eendracht Aalst met stamnummer 90. Stamnummer 8511 van Kamillekes Aalst verdween. Aalst werd meteen een topploeg in het Belgische damesvoetbal en behaalde al in 1996 voor het eerst in de landstitel. De volgende twee seizoenen strandde Aalst telkens op een tweede plaats, na RSC Anderlecht. In 1998 bereikte Aalst ook voor het eerst de finale van Beker van België, maar ook daar was Anderlecht te sterk.
In 1999, 2000, 2001 en 2002 werd Aalst opnieuw landskampioen en was zo de eerste club die erin slaagde viermaal op rij landskampioen te worden in het Belgische damesvoetbal. In 2000 en 2002 speelde en won de club ook opnieuw de finale van de Beker van België. In 2001 was Eendracht Aalst de eerste Belgische deelnemer aan de UEFA Women's Cup. Zowel in 2001/02 als in 2002/03 raakte Aalst echter niet verder dan de eerste groepsfase.

### Afscheiding en einde van de glorieperiode
De mannenafdeling van Eendracht Aalst kende echter financiële problemen en kondigde in 2002 het faillissement aan. Voor de vrouwenploeg betekende dit een einde van de grote successen. Uiteindelijk kon de club gered worden van de ondergang en kon er in Aalst verder gevoetbald worden, onder de nieuwe naam VC Eendracht Aalst 2002.
In 2003 bereikte Aalst opnieuw de bekerfinale, maar verloor die, en in de competitie viel Aalst terug tot de middenmoot. Een aantal supporters richtte begin 2003 de actiegroep Dames Eendracht Aalst op, om weer een bredere financiële basis te vinden voor de damesploegen. De ploegen maakten zich los van VC Eendracht Aalst 2002 en gingen zelfstandig verder in een nieuwe club, die zich in juni 2003 als VC Dames Eendracht Aalst aansloot bij de Belgische Voetbalbond en stamnummer 9447 kreeg toegekend. De club bleef de volgende jaren in de middenmoot spelen in Eerste Klasse.
In 2008 stopte de club echter haar activiteiten in de hoogste klasse, en ging terug van start in de Provinciale reeksen. In 2010 werd Aalst er provinciaal kampioen en won de eindronde, waardoor de club promoveerde naar de nationale Derde klasse.
Bij de terugkeer in de nationale reeksen bleef Aalst het goed doen: in 2012 werd de club kampioen in Derde Klasse A en zo promoveerde naar Tweede Klasse. Al bij de eerste poging werd Aalst tweede, na het B-elftal van Standard, en mocht het barragewedstrijden spelen tegen de voorlaatste uit Eerste Klasse, Lommel United WS. Door die te winnen stootte de club in 2013 door naar Eerste Klasse, al was Eerste Klasse sinds de invoering van de Women's BeNe League ondertussen niet langer het allerhoogste Belgische niveau, maar het tweede niveau.

### Terug onder stamnummer 90
Eendracht Aalst had sinds 2015 al opnieuw een eigen damesafdeling, toen het de Divas van KVK Ninove overnam en omdoopte tot Divas SC Eendracht Aalst. Deze club raakte echter nooit uit de provinciale reeksen, wat Eendracht Aalst ertoe bracht om een fusie te zoeken tussen de oude en de nieuwe damesafdeling. In december 2016 werd dan ook aangekondigd dat vanaf het seizoen 2017/18 de club onder de naam Eendracht Aalst Ladies in eerste klasse ging spelen.
Dankzij de derde plaats die Aalst behaalde in het seizoen 2016/17 kreeg de fusieclub zelfs de kans om te starten in de Super League, maar (net als de andere eersteklassers) weigerde de club in te gaan op dat aanbod. In het seizoen 2019/2020 werd Aalst kampioen in eerste nationale. Tevens behaalden ze hun licentie voor de Super League, waardoor ze na 12 jaar afwezigheid alsnog terug op het hoogste niveau speelden.
Na 3 jaar meegedraaid te hebben in de Super League, eindigde de club echter afgetekend laatste in seizoen 2022/23, met degradatie naar Eerste klasse tot gevolg. Na het daaropvolgende seizoen werd de ploeg helemaal opgedoekt.

## Resultaten

### Erelijst
- Belgisch landskampioen

winnaar (5x): 1995/96, 1998/99, 1999/00, 2000/01, 2001/02
tweede (2x): 1996/97, 1997/98
- Beker van België

winnaar (2x): 2000, 2002
finalist (2x): 1998, 2003
- Dubbel (Beker en Kampioenschap) (2x): 2000, 2002

### Eendracht Aalst in Europa
| Seizoen | Competitie            | Ronde | Land                  | Club              | Uitslagen |
| ------- | --------------------- | ----- | --------------------- | ----------------- | --------- |
| 2001/02 | UEFA Women's Cup      | 1e    | Vlag van Wit-Rusland  | FC Bobruichanka   | 1-4       |
|         | toernooi in Trondheim | 1e    | Vlag van IJsland      | KR Reykjavík      | 4-3       |
|         |                       | 1e    | Vlag van Noorwegen    | Trondheims-Ørn SK | 0-8       |
| 2002/03 | UEFA Women's Cup      | 1e    | Vlag van Spanje       | Levante UD        | 0-8       |
|         | toernooi in Londen    | 1e    | Vlag van Azerbeidzjan | Gömrükcü Bakoe    | 0-8       |
|         |                       | 1e    | Vlag van Engeland     | Arsenal LFC       | 0-7       |

### Seizoenen A-ploeg
| Seizoen | Reeks         | Niveau | Plaats | Punten | Beker        | Opmerkingen                                   |
| ------- | ------------- | ------ | ------ | ------ | ------------ | --------------------------------------------- |
| 2016/17 | Eerste klasse | 2      | 3      | 43     | 1/8e finale  | Laatste seizoen onder apart stamnummer        |
| 2017/18 | Eerste klasse | 2      | 7      | 40     | 1/8e finale  | /                                             |
| 2018/19 | Eerste klasse | 2      | 5      | 42     | 1/4e finale  | /                                             |
| 2019/20 | Eerste klasse | 2      | 1      | 57     | 1/4e finale  | /                                             |
| 2020/21 | Super League  | 1      | 7      | 24     | /            | Door corona is de beker van België stilgelegd |
| 2021/22 | Super League  | 1      | 8      | 16     | 1/16e finale | /                                             |
| 2022/23 | Super League  | 1      | 11     | 8      | 1/8e finale  | degradatie naar Eerste klasse                 |
| 2023/24 | Eerste klasse | 2      | 2      | 69     | 1/16e finale | Opgedoekt na dit seizoen                      |